# Горшков Олександр Кас'янович
Олександр Кас'янович Горшков (*16 квітня 1952, м. Грозний  Чечено-Інгуської АРСР, РРФСР) — український журналіст, український і російський письменник, живе у м. Сміла Черкаської області.

## Біографія
Олександр Горшков народився в місті Грозний, столиці Чечено-Інгуської АРСР. Закінчив філологічний факультет Чечено-Інгуського державного університету ім. Л. М. Толстого (1977). На журналістській роботі з 1969 року — фотокореспондент багатотиражної газети військового з'єднання, з 1979 року — кореспондент, головний редактор російського радіомовлення Чечено-Інгуської телерадіокомпанії.
З 1992 року постійно живе в Україні. З 1997 року — заступник головного редактора щомісячного видання Черкаської єпархії Української православної церкви. З 2005 року — власний кореспондент черкаської обласної газети «Прес-Центр» (пише під псевдонімом Олександр Слєпцовський).
Олександр Горшков веде активну громадську роботу, дописує в цілу низку видань. Він — член Національної спілки журналістів України з 2000 року, член Спілки журналістів Росії з 1988 року.
Як письменник став відомий після виходу в 1999 році книги «Кавказька Голгофа», в якій розповідається про життя кавказького священика Петра Сухоносова, який загинув мученицькою смертю навесні 1999 року. У 2002 році цю книгу з благословення Патріарха Московського і всієї Русі Олексія ІІ було перевидано в Москві. У 2005 році побачило світ продовження розповіді про кавказького священика-страждальця: «Протоієрей Петро Сухоносов. Кавказький страстотерпець і праведник нашого часу».
У 2006 році Олександр Горшков проявив себе і як автор белетристики: світ побачила його повість «Самарянка», написана у жанрі, який сам автор називає «гостросюжетною православною прозою». В наступні роки вийшло дві повісті-продовження «Самарянки»: «Мішка-Спецназ» і «Погорільці». У 2010 році всю трилогію було перевидано під однією обкладинкою. Трилогія «Самарянка» — це написана в православному дусі розповідь про людей, які мали гріховне й навіть кримінальне минуле, але, долаючи на своєму шляху важкі перепони, змогли знайти свій шлях до духовного очищення.
У 2009 році побачила світ книжка «Репортер», яку Олександр Горшков написав у співавторстві з чеською письменницею Шаркою Кракоровою-Паюрковою.

«У книжці, написаній кореспондентом „Прес-Центру“ Олександром Горшковим, вигнанцем із Грозного, і чеською письменницею-дебютанткою Шаркою Кракоровою-Паюрковою, є все — і небезпечні пригоди, і елементи містики, і піднесене кохання. Але головне в ній — спроба передати глибоке, жахливе відчуття втрати Батьківщини, таке, здавалося б, далеке і незрозуміле для того, хто народився і виріс у благополучній європейській країні.»
(Газета «Прес-Центр»)

У 2011 році світ побачила збірка поезій Олександра Горшкова «Чудо святої Покрови». За словами автора, книжку написано під впливом «переживань, пов'язаних з утратою Батьківщини».

## Твори
- Кавказская Голгофа (1999, 2002)
- Протоиерей Петр Сухоносов. Кавказский страстотерпец и праведник нашего времени (2005)
- Самарянка: Современная монастырская история. Трилогия (2006–2010)
- Репортер: Психологическая повесть (У співавторстві з Шаркою Кракоровою-Паюрковою, 2009)
- Чудо святого Покрова: Сборник стихов (2011)